# Duomo di Giulianova
Il duomo di San Flaviano è la principale chiesa di Giulianova (TE). Esempio di architettura rinascimentale, è consacrato a San Flaviano, le cui spoglie raggiunsero fortunosamente le coste giuliesi poco prima del 450. È monumento nazionale dal 1902.

## Storia e descrizione

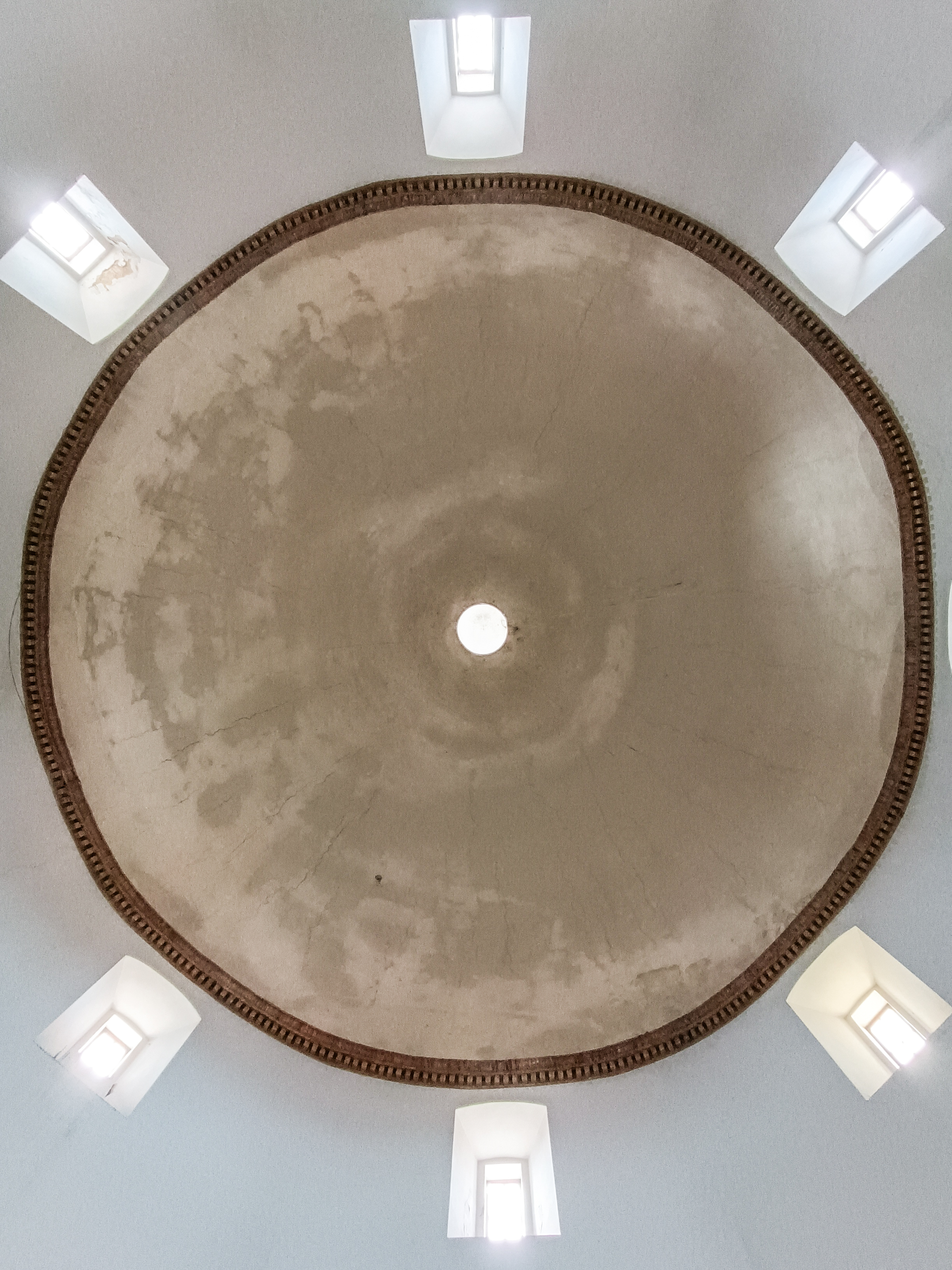
L'intradosso della cupola

Edificato negli anni settanta del XV secolo il duomo è stilisticamente influenzato dall'architettura toscana e umbra del tempo. La tipologia militaresca ravvisabile nella straordinaria ampiezza delle mura (2 metri circa), nelle lesene di rinforzo agli angoli, nei beccatelli e nelle caditoie che ornano i lati, pone l'edificio per imponenza come il primo esempio nell'Abruzzo adriatico, dunque vero e proprio esperimento progettuale. Ha forma ottagonale, come solito nella simbologia di riferimento ai santuari mariani, ed era in principio isolato dal resto delle abitazioni (che dal XVI/XVII secolo vi si collegano nel lato meridionale), ancora a conferma del tentativo di rispettare i canoni di una costruzione ideale. A sormontarla una cupola, poggiante su un tamburo, dall'intradosso emisferico ed estradosso slanciato a congiungersi alla lanterna ottagonale. La calotta è rivestita di embrici semicircolari in cotto (un tempo in Maiolica azzurra con effetto rifrangente, che la rendeva un voluto punto di riferimento visibile dal mare a notevole distanza). L'interno, praticamente spoglio dopo i restauri del 1926 e del 1948 (questi ultimi ad opera di Arnaldo Foschini) volti al ripristino della spazialità quattrocentesca, erano stati decorati, in età tardorinascimentale e barocca con affreschi e ornamenti (come paraste e decorazioni a conchiglia). Altre opere ora non più presenti sono una croce processionale di Nicola da Guardiagrele e il reliquario in argento con i resti del santo, rimpiazzate nella seconda metà del Novecento da pregevoli dipinti e sculture di artisti contemporanei (fra cui spiccano i nomi del giuliese Venanzo Crocetti, di Renato Coccia e di Aligi Sassu). Posta al di sotto della collegiata, una cripta, dalla impegnativa copertura voltata ad ombrello e con volta anulare impostata su piloni albertiani. Sorta per contenere i resti del patrono e di alcune personalità giuliesi. Il campanile a vela ospita un concerto di 4 campane, fuse dalla Pontificia Fonderia Marinelli di Agnone nel 1961..

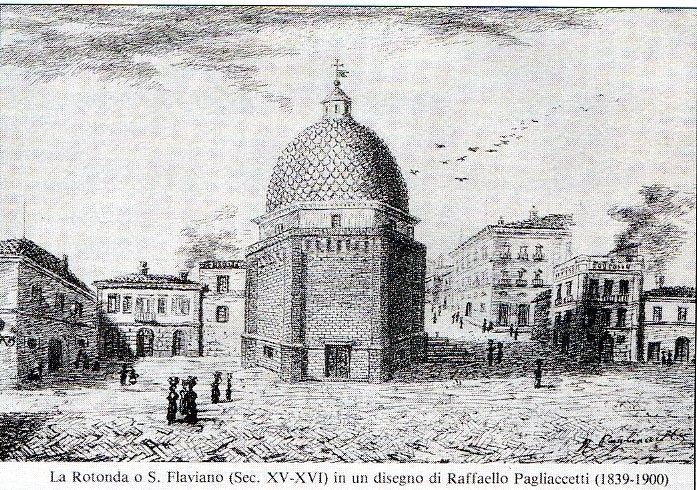
Il duomo in una incisione del XIX secolo, ad opera di Raffaello Pagliaccetti

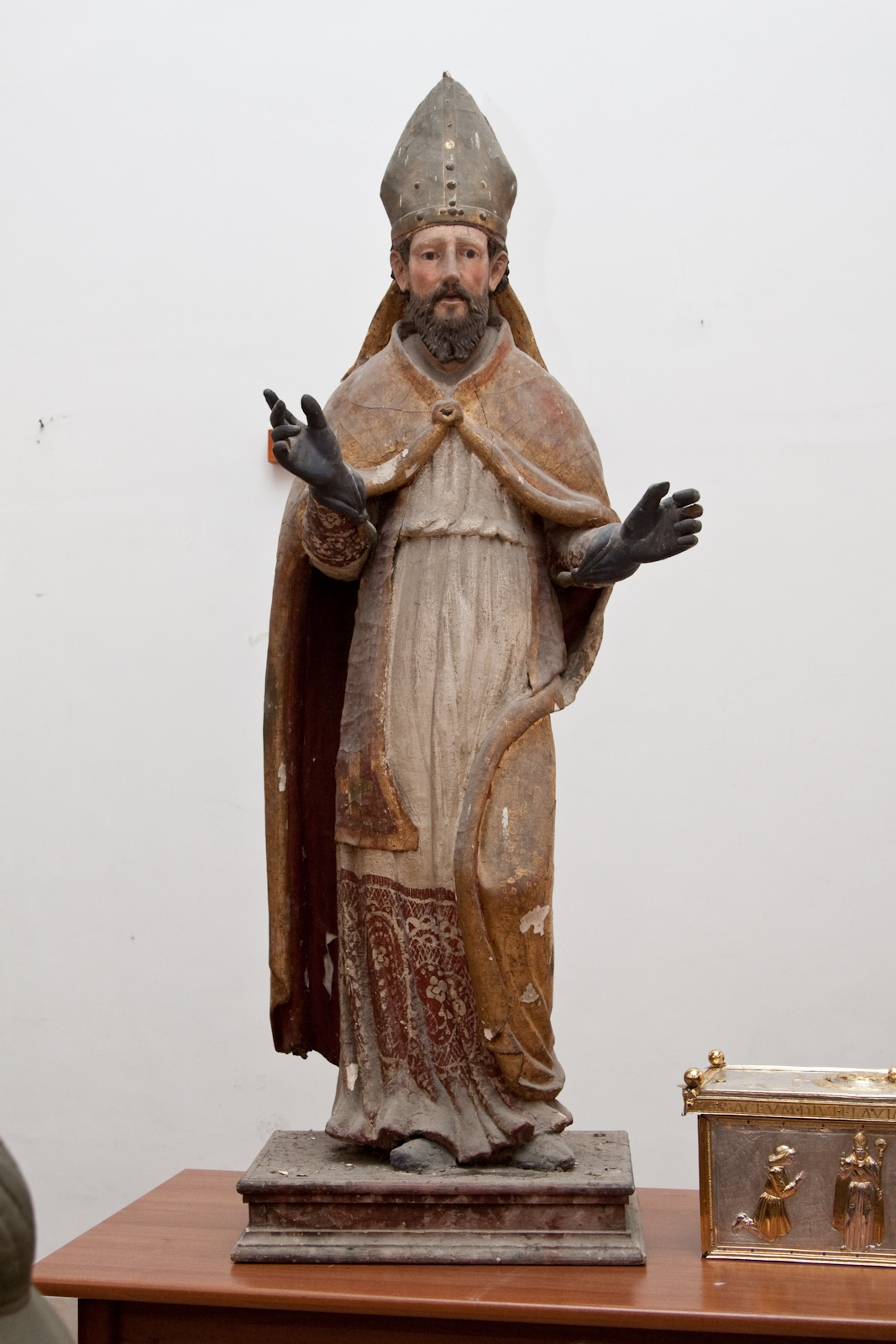
La statua di San Flaviano conservata nel duomo

Il duomo è sede della parrocchia arcipretale di San Flaviano.